# Туанку Имам Бонджол
Туанку Имам Бонджол (индон. Tuanku Imam Bonjol; 1772 — 6 ноября 1864, Манадо) — также известный как Мухаммад Сахаб, Пето Сариф и Малим Баса — герой индонезийского сопротивления против голландского господства в начале XIX века, национальный герой Индонезии.

## Биография
Родился в деревне Танджунг-Бунга в современном округе Пасаман, Западная Суматра. Имя его отца было Байя Нудин. Он был погружён в исследование ислама с раннего детства, изучая его сначала от отца, а позже с разными другими мусульманскими богословами.
После основания государства Бонджол Сариф стал участвовать в спорах между сторонниками адата и падри как лидер падри. Движение падри, которое в значительной степени напоминало суннитскую исламскую школу Aлу Сунны валь Джамаа в Саудовской Аравии, направляло свои усилия на возвращения ислама к своей первоначальной чистоте с целью удаления местных его искажений, таких как азартные игры, петушиные бои, употребление опиума и крепких напитков, табака и так далее. Оно также выступало против существенной роли женщин в матриархальной культуре местного народа минангкабау. Приверженцы же адата, или традиционалисты, считали, что местные обычаи, которые предшествовали приходу ислама, должны также соблюдаться в повседневной жизни.
Чувствуя, что их лидирующие позиции находятся под угрозой, традиционалисты обратились к голландцам за помощью в их борьбе против падристов. Сначала голландцы были не в состоянии победить падристов в военном отношении, потому что их ресурсы были на пределе из-за сопротивления принца Дипонегоро во время Яванской войны. В 1824 году голландцы подписали Масангское соглашение, приведшее к окончанию военных действий с государством Бонджол.
Впоследствии, однако, как только сопротивление Дипонегоро было подавлено, голландцы напали на государство Пандаи Сикат в новой попытке получения контроля над Западной Суматрой. Несмотря на доблестное сопротивление со стороны индонезийцев (к этому времени традиционалисты поняли, что они не хотят быть управляемыми голландцами, и объединили свои силы с падристами в их борьбе против них), превосходящая сила голландских военных в конечном итоге возобладала. Сариф был взят в плен в 1832, но бежал через три месяца, чтобы продолжать борьбу в его крошечной крепости в Бонджоле.
После трёх лет осады голландцам, наконец, удалось взять Бонджол 16 августа 1837 года. Посредством хитрых переговоров голландцы вновь захватили Сарифа и сослали его — сначала на Чианджур в Западной Яве, затем — на остров Амбон, а потом — в Манадо на Сулавеси. Он умер 6 ноября 1864 года, в возрасте 92 лет, и был похоронен на Сулавеси. Место его могилы отмечено домом минангкабау (Западная Суматра).